# Liste der Kulturgüter in Bellmund
Die Liste der Kulturgüter in Bellmund enthält alle Objekte in der Gemeinde Bellmund im Kanton Bern, die gemäss der Haager Konvention zum Schutz von Kulturgut bei bewaffneten Konflikten, dem Bundesgesetz vom 20. Juni 2014 über den Schutz der Kulturgüter bei bewaffneten Konflikten sowie der Verordnung vom 29. Oktober 2014 über den Schutz der Kulturgüter bei bewaffneten Konflikten unter Schutz stehen.
Objekte der Kategorie A sind im Gemeindegebiet nicht ausgewiesen, Objekte der Kategorie B sind vollständig in der Liste enthalten, Objekte der Kategorie C fehlen zurzeit (Stand: 16. Januar 2024). Unter übrige Baudenkmäler sind geschützte Objekte zu finden, die im Bauinventar des Kantons Bern als «schützenswert» verzeichnet sind.

## Kulturgüter
| Foto |                                                      | Objekt                                                                       | Kat. | Typ | Standort                    | Beschreibung |
| ---- | ---------------------------------------------------- | ---------------------------------------------------------------------------- | ---- | --- | --------------------------- | --- |
| ja   | Datei hochladen · Wikidata zu Chnebelburg (Q1075497) | Chnebelburg, hochmittelalterliche Burgstelle (Holzburganlage) KGS-Nr.: 00601 | B    | F   | Chnebelburg 586950 / 217330 | Reste einer hochmittelalterlichen Burg auf dem Jässberg. Die ovalförmige Anlage aus Erde und Holz wurde spätestens im 13. Jahrhundert aufgegeben. |

## Übrige Baudenkmäler
Hinweis: Anstelle der KGS-Nummer wird als Objekt-Identifikator (ID) die Grundstücksnummer verwendet.
| ID   | Foto |                                                                            | Objekt                          | Typ | Standort                              | Beschreibung                                                 |
| ---- | ---- | -------------------------------------------------------------------------- | ------------------------------- | --- | ------------------------------------- | ------------------------------------------------------------ |
| 150  | ja   | Datei hochladen · Wikidata zu Wohnstock (1812) (Q113112996)                | Wohnstock (1812)                | G   | St. Niklausstrasse 31 585323 / 215671 |                                                              |
| 181  | ja   | Datei hochladen · Wikidata zu Bauernhaus (Q113131207)                      | Bauernhaus (Mitte 19. Jh.)      | G   | Hohlenweg 4 585283 / 217337           |                                                              |
| 245  | ja   | Datei hochladen · Wikidata zu Restaurant Waldschenke (Q113131389)          | Restaurant Waldschenke (1889)   | G   | St. Niklausstrasse 30 585350 / 215765 |                                                              |
| 271  | ja   | Datei hochladen · Wikidata zu Ehemaliges Bauernhaus (1848) (Q113131488)    | Ehemaliges Bauernhaus (1848)    | G   | Hauptstrasse 15 585380 / 217430       |                                                              |
| 433  | ja   | Datei hochladen · Wikidata zu Villa (Q113131613)                           | Villa (1966)                    | G   | Hohlenweg 33 585002 / 217244          | Villengebäude von 1966 vom Schweizer Architekten Max Schlup. |
| 547  | ja   | Datei hochladen · Wikidata zu Schulhaus (Q113131764)                       | Schulhaus (1972/73)             | G   | Jensgasse 10 585517 / 217397          |                                                              |
| 552  | ja   | Datei hochladen · Wikidata zu Speicher (Q113132545)                        | Speicher (1706)                 | G   | Am Waldrand 1a 585321 / 215752        |                                                              |
| 626  | ja   | Datei hochladen · Wikidata zu Wohnstock (Q113132884)                       | Wohnstock (1904/05)             | G   | Waldschenkegässli 2 585353 / 215729   |                                                              |
| 694  | ja   | Datei hochladen · Wikidata zu Wohnhaus (Q113132928)                        | Wohnhaus (1967)                 | G   | Stockackerweg 39 585708 / 217595      |                                                              |
| 1314 | ja   | Datei hochladen · Wikidata zu Ehemaliges Bauernhaus (um 1890) (Q113133101) | Ehemaliges Bauernhaus (um 1890) | G   | Hauptstrasse 12 585381 / 217613       |                                                              |